# Helicteres cana
Helicteres cana är en malvaväxtart. Helicteres cana ingår i släktet Helicteres och familjen malvaväxter.

## Underarter
Arten delas in i följande underarter:
- H. c. cana
- H. c. latifolia